# 上毛野藤野
上毛野 藤野（かみつけの の ふじの、生没年不詳）は、平安時代前期の貴族。姓は公のち朝臣。官位は従五位下・近江少掾。

## 経歴
左京の人。清和朝の貞観5年（863年）斎院判官正八位上の官位にあったが、藤野および内教坊頭・上毛野赤子ら一族7人が公姓から朝臣姓に改姓する。
貞観9年（867年）近江少掾在職中に従五位下に叙爵した。

## 官歴
『日本三代実録』による。
- 時期不詳：正八位上。斎院判官
- 貞観5年（863年） 11月20日：公姓から朝臣姓に改姓。
- 時期不詳：近江少掾
- 貞観9年（867年） 正月7日：従五位下